# Otto Grahl

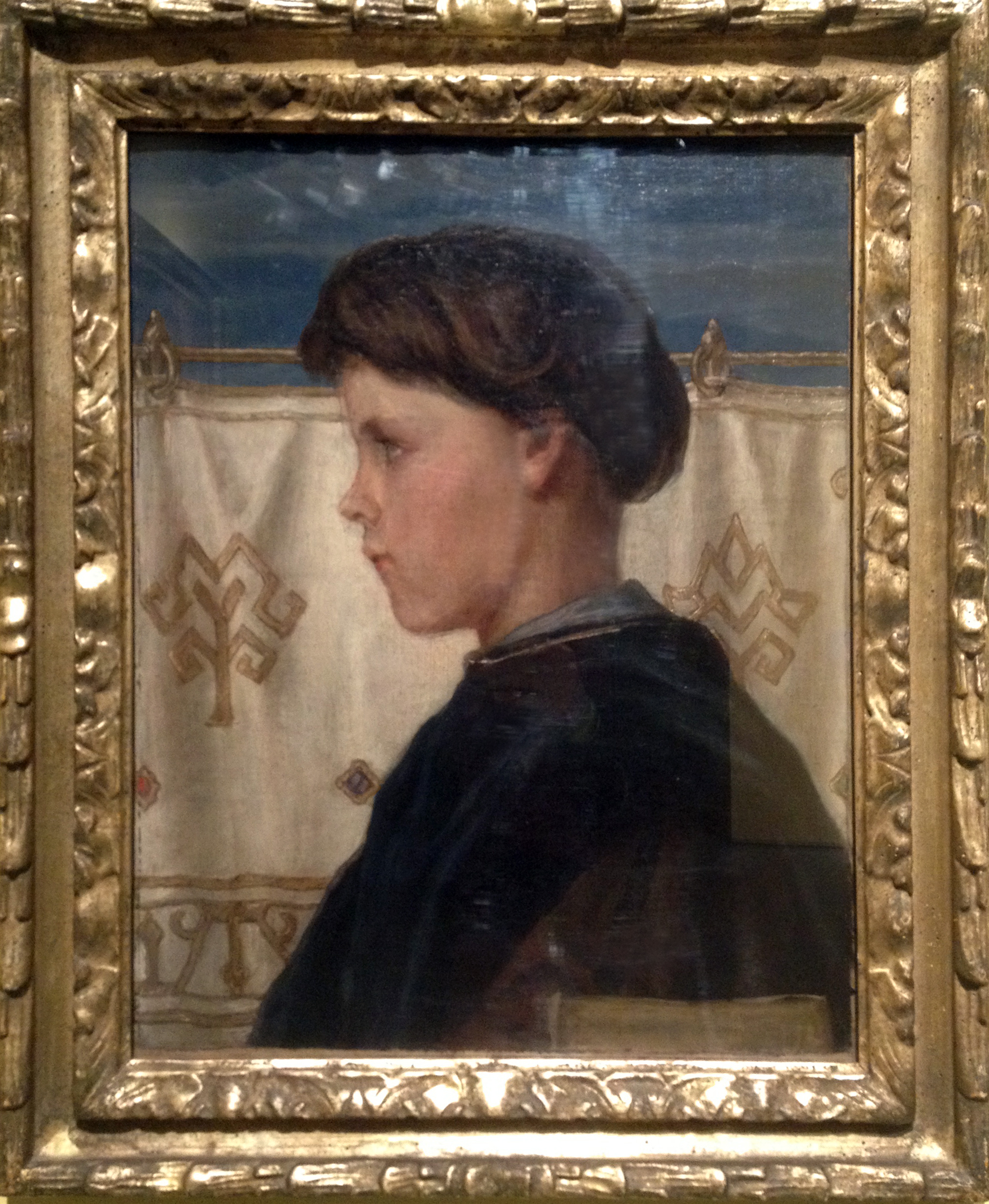
Otto Grahl als Chorknabe, Alfred Rethel, um 1851

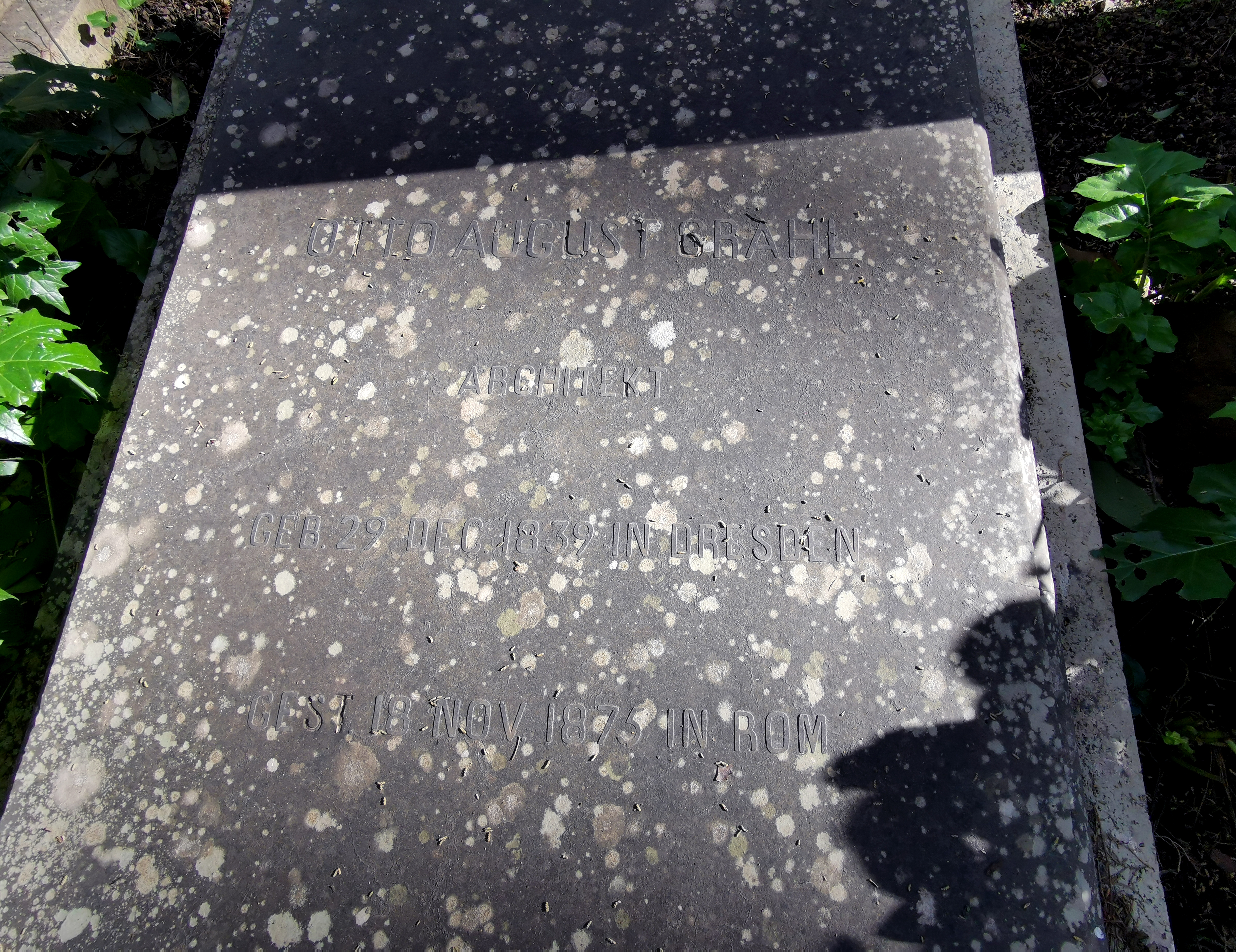
Grab auf dem Nichtkatholischen (Protestantischen) Friedhof Rom, Feld 2-11-20

Otto August Grahl (* 29. Dezember 1839 in Dresden; † 18. November 1875 in Rom) war ein deutscher Architekt.

## Leben
Otto Grahl war der zweite Sohn und insgesamt das sechste von neun Kindern des Malers August Grahl und der Bankierstochter Elisabeth Grahl geb. Oppenheim. Er studierte um 1862 an der Kunstakademie Dresden bei Hermann Nicolai und gehörte zu den Mitarbeitern Nicolais in der Nachfolge Gottfried Sempers (Semper-Nicolai-Schule). Eine Freundschaft verband ihn mit seinem Mitschüler Alfred Moritz Hauschild. Auch mit Ferdinand Miller und Claudius Schraudolph machte er um 1865 Bekanntschaft, als diese sich zu Studien in Dresden aufhielten.
Seine Bauten lehnten sich an das Vorbild der Dresdner Villa Rosa an, die Semper für Grahls Großvater mütterlicherseits gebaut hatte, und in deren Obergeschoss die Familie Grahl im Sommer wohnte. Ab 1865 übernahm er als Architekt die Erweiterungs- und Vergrößerungspläne für eine alte Villa in Loschwitz auf der Pillnitzer Landstraße 63, die sein Vater August Grahl gekauft hatte; die Umsetzung wurde auf Ende 1866 verschoben.
1866 im Preußisch-Deutschen Krieg wurde Grahl gleich bei der Mobilmachung nach Berlin einberufen und von da aus an mehreren Kriegsschauplätzen eingesetzt. Während der Schlacht bei Königgrätz stand er im Wald bei Sadowa unter Feuer und kam unbeschadet nach Loschwitz zurück. Auch im Deutsch-Französischen Krieg von 1870/71 kämpfte er als Soldat und gehörte zur Belagerungsarmee von Belfort, auch hier kam er ohne Verwundungen davon.
Bei einem Suizidversuch 1875 in Rom verwundete sich Otto Grahl schwer, der Schuss war fehlgeschlagen. Seine Mutter Elisabeth und seine Schwester Alexe Grahl erlebten seinen Tod, als er am 18. November 1875 an den Folgen der Verletzung im Krankenhaus starb. Otto Grahl wurde auf dem Cimitero acattolico in Rom beerdigt.

## Bauten
- 1862: Villa Goethestraße 5 in Dresden (1945 zerstört)[2]
- 1869–1870: Villa Parkstraße 2 in Dresden entworfen und auf eigene Rechnung ausgeführt[6] (1945 zerstört)[2]